# 稲荷神社 (桶川市)
稲荷神社（いなりじんじゃ）は、埼玉県桶川市の神社。

## 歴史

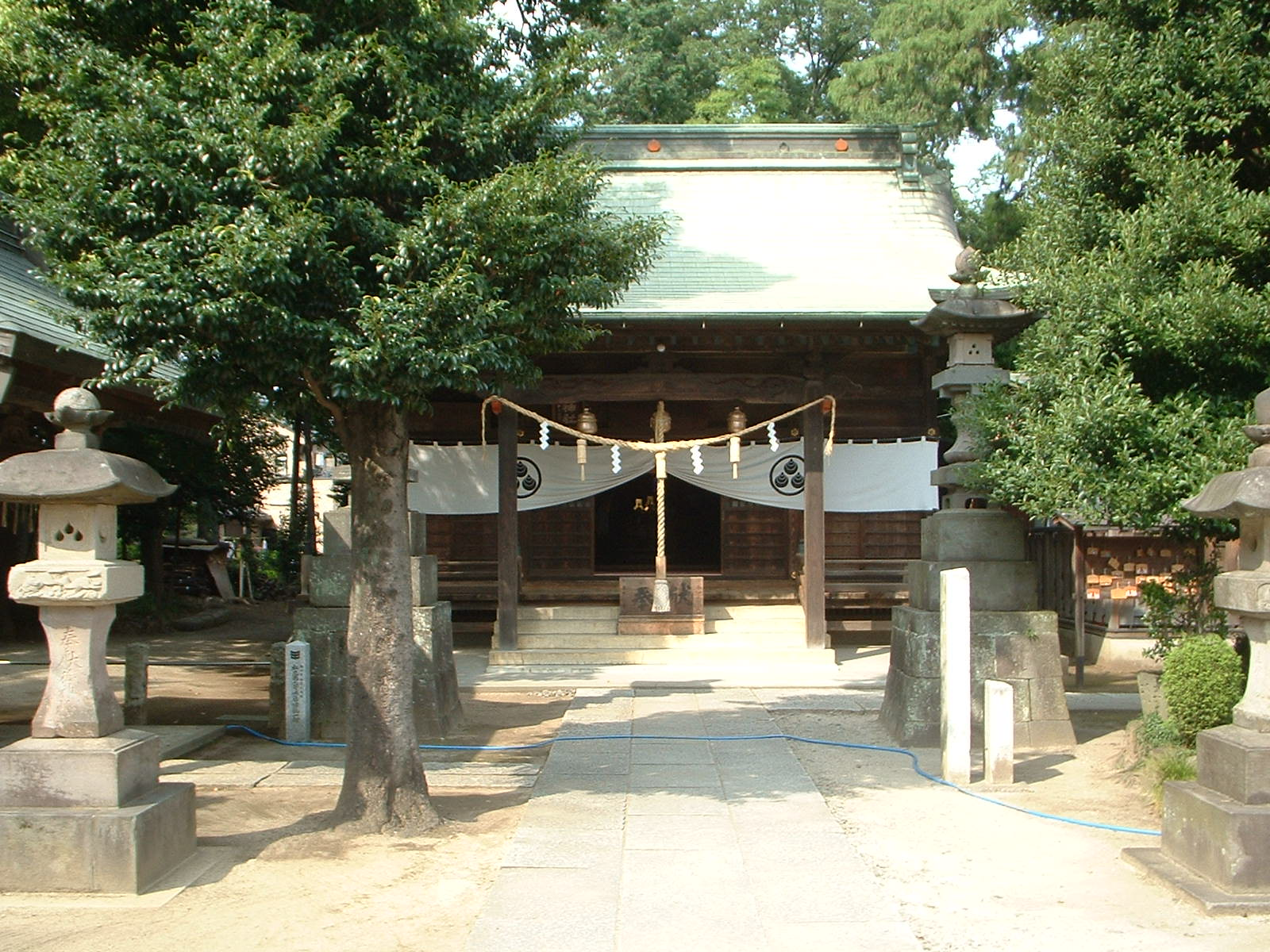
拝殿（2008年）

嘉禄年間（1225年 - 1227年）に創建された。当時の「桶皮郷」の惣鎮守として創建されたものである。その後、1717年（享保2年）に神祇管領長上吉田家より正一位に叙せられた。「南蔵院」が別当寺であった。南蔵院は明星院を本寺とする真言宗の寺院であったが、明治初期の神仏分離により、廃寺に追い込まれた。南蔵院の僧侶は還俗して当社の神職となった。
1873年（明治6年）、近代社格制度に基づく「村社」に列せられ、1907年（明治40年）の神社合祀により周辺の4社が合祀された。また時期は不明であるが、2社も合祀されている。

## 文化財
- 紅花商人寄進の石燈籠（桶川市指定有形文化財）[2]
- 稲荷神社の力石（桶川市指定有形文化財）[2]

## 交通アクセス
- 桶川駅より徒歩14分。